# Koninksem
Coninxheim ou Coninxheim-lez-Tongres en français, Koninksem en néerlandais, est une section de la ville belge de Tongres-Looz située en Région flamande dans la province de Limbourg. C'était une commune à part entière avant la fusion des communes de 1972.

## Toponymie
La première mention de Coninxheim remonte à 1139, sous le nom de "Conengesheym", qui peut se traduire par : Résidence du roi.

## Démographie

### Évolution démographique
- Sources : INS, Rem. : 1831 jusqu'en 1970 = recensements[4].

## Histoire

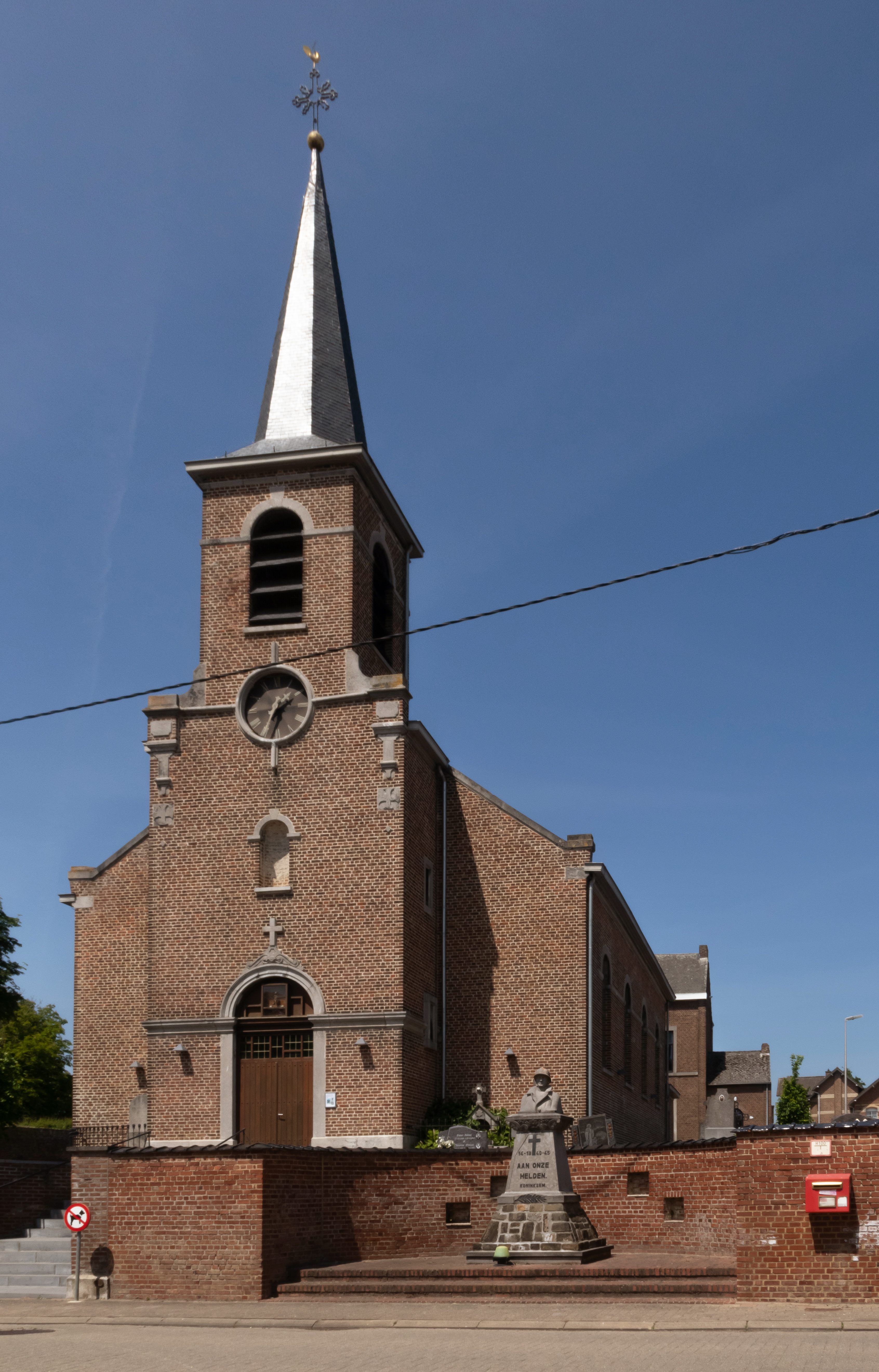
Paroisse Notre-Dame

La région de Coninxheim était déjà intensivement habitée à l'époque romaine, comme en témoignent deux tumuli datant de cette époque, encore visible aujourd'hui. En outre, les vestiges d'une villa romaine ont été découverts, et en 1881, une tombe paléochrétienne, avec des peintures du IVe siècle, a été mise au jour.
Coninxheim était un fief impérial libre, donné par l'empereur allemand et tenu par la Chapitre Saint Servais à Maestricht. Le duc de Brabant en était le protecteur. En tant que tel, il faisait partie des terres de rédemption revendiqués par les Provinces-Unies après 1648, un droit qui n'a pas été formellement reconnu avant le Traité de Fontainebleau (1785), bien que ces villages aient été cédés à la France en 1795.
La paroisse Saint Servais dépendait de la Paroisse Notre-Dame de Tongres. Le prévôt du chapitre y détenait le droit de patronage. Une église romane se trouvait à Coninxheim jusqu'en 1851, mais elle a été démolie et remplacée par une nouvelle église à 200 mètres de là.